# Leva livet (musikal)
Leva livet är en musikal regisserad av Philip Zandén som utspelar sig under 1980-talet med musik skriven av bl.a. Gyllene Tider, Orup, Mauro Scocco, Björn Skifs, Marie Fredriksson, Eva Dahlgren, Tomas Di Leva och Niklas Strömstedt.
Musikalen gick under våren 2011 på Chinateatern i Stockholm.

## I rollerna
- Malena Laszlo
- Christine Meltzer
- Lisa Werlinder
- Jessica Zandén
- Patrik Martinsson
- Alexander Stocks
- Linus Wahlgren
- Anna Åström
- Kristoffer Hellström